# Heinz Röthemeier
Heinz Helmut Röthemeier (* 13. Februar 1924 in Bonneberg/Vlotho) ist ein deutscher Kommunalpolitiker der SPD. Von 1977 bis 1991 war Röthemeier der ehrenamtlicher Bürgermeister der ostwestfälischen Stadt Minden in Westfalen.

## Leben und Beruf
Röthemeier war Volks- und Realschullehrer und bis zu seiner Pensionierung als Schulleiter der Aufbaurealschule in Minden tätig. Ab 1963 war Röthemeier Gründungsvorsitzender des Kreissportbundes im damaligen Kreis Minden.
Heinz Röthemeier war bis zu ihrem Tod mit Helga Röthemeier, geb. Krause (1923–2010), verheiratet. Helga Röthemeier war im Jahr 1985 Patin des auf den Namen „Minden“ getauften Seenotrettungskreuzers der DGzRS.

## Partei
Röthemeier ist Mitglied der SPD im Ortsverein Nordstadt-Bärenkämpen. Ab 1973 war er Gründungsvorsitzender des SPD-Stadtverbandes Minden. Der Stadtverband der Mindener SPD-Ortsvereine wurde nach der kommunalen Neugliederung 1973 gegründet, um die Politik der SPD in der nun wesentlich größeren Stadt Minden besser koordinieren zu können. Dies gestaltete sich nicht immer einfach, da aus den umliegenden Gemeinden (z. B. Dützen, Todtenhausen, Kutenhausen, Hahlen) teilweise sehr selbstbewusste SPD-Ortsvereine in die Stadt Minden kamen. Unter Röthemeiers Vorsitz war der Stadtverband dennoch erfolgreich. Bei der Kommunalwahl 1975 konnte die SPD ihre absolute Mehrheit im Rat der Stadt Minden mit 50,9 % der Stimmen verteidigen und bei der Kommunalwahl 1979 auf 52,5 % der Stimmen und 27 von 51 Sitzen steigern.
1974/75 kandidierte Röthemeier innerhalb der SPD als Nachfolger von Werner Pohle für das Landtagsmandat im Wahlkreis Minden, er unterlag aber dem späteren Landtagsabgeordneten Hans Rohe (SPD).

## Öffentliche Ämter
Röthemeier war von 1969 bis 1991 für die SPD Mitglied des Rates der Stadt Minden und war dort in führenden Ämtern seiner Fraktion tätig. Von 1973 bis 1977 war Heinz Röthemeier stellvertretender Bürgermeister. Nach dem Tod von Bürgermeister Hans-Jürgen Rathert (SPD) wählte ihn die Stadtverordnetenversammlung am 11. Februar 1977 zum Nachfolger.
In Röthemeiers Amtszeit wurde in Zusammenarbeit mit Stadtdirektor Erwin Niermann die Umgestaltung und Sanierung der Mindener Innenstadt fortgesetzt. Gleich zu Beginn seiner Amtszeit stand die Errichtung des neuen Stadthauses am Kleinen Domhof. Das Gebäude wurde in typischer 70er-Jahre-Architektur errichtet und war in der Bürgerschaft sehr umstritten. Es wurde vielfach als „Betonklotz“ verspottet, kritisiert wurde vor allem auch die Behinderung der historischen Sichtachse vom Rathaus auf das Westwerk des Mindener Doms. In den achtziger Jahren wurde gegen heftige Widerstände die Gründung der Kurt-Tucholsky-Gesamtschule durchgesetzt, das Caroline-von-Humboldt-Gymnasium wurde mit dem Herder-Gymnasium zusammengelegt.
Röthemeier blieb über vierzehn Jahre Bürgermeister und trat am 30. September 1991 von seinem Amt zurück. Sein Nachfolger im Amt des Bürgermeisters wurde der damalige Vorsitzende der SPD-Ratsfraktion Siegfried Fleissner.
Röthemeier ist Ehrenbürger von Minden und Träger des Verdienstkreuzes I. Klasse des Verdienstordens der Bundesrepublik Deutschland.